# Peter Feigl
Peter Feigl (* 30. November 1951 in Wien) ist ein ehemaliger österreichischer Tennisspieler.

## Leben
Feigl gewann 1978 in Cleveland, als Qualifikant und erster Österreicher ein Grand Prix-Turnier.
In den Jahren 1975 bis 1985 spielte er insgesamt 37 Davis-Cup-Partien, sowohl Einzel als auch Doppel, mit einer Bilanz von 19 Siegen und 18 Niederlagen. In dieser Zeit prägte er mit seinem Aufschlag-Volleyspiel, gemeinsam mit Hans Kary das österreichische Tennis.
Feigl gewann drei ATP-Turniere. Als erster Österreicher erreichte er ein Viertelfinale eines Grand-Slam-Turniers, nämlich bei den Australian Open 1978, wo er knapp an Arthur Ashe scheiterte.
Ab dem Jahr 2000 war Feigl jahrelang Chef des Wiener ATP-Turniers, das er schon zuvor betreut hatte. Feigl ist verheiratet und hat zwei Söhne.

## Erfolge

### Einzel

#### Turniersiege
| Nr. | Datum           | Turnier   | Belag     | Finalgegner    | Ergebnis      |
| --- | --------------- | --------- | --------- | -------------- | ------------- |
| 1.  | 20. August 1978 | Cleveland | Hartplatz | Van Winitsky   | 4:6, 6:3, 6:3 |
| 2.  | 3. März 1979    | Kairo     | Hartplatz | Carlos Kirmayr | 7:5, 3:6, 6:1 |
| 3.  | 2. März 1980    | Lagos     | Sand      | Welry Fritz    | 6:2, 6:3, 6:2 |

##### Challenger Tour
| Nr. | Datum         | Turnier | Belag     | Finalgegner | Ergebnis      |
| --- | ------------- | ------- | --------- | ----------- | ------------- |
| 1.  | 8. April 1979 | Linz    | Hartplatz | Hans Kary   | 6:3, 6:4, 7:6 |

#### Finalteilnahmen
| Nr. | Datum             | Turnier   | Belag     | Finalgegner    | Ergebnis                |
| --- | ----------------- | --------- | --------- | -------------- | ----------------------- |
| 1.  | 26. November 1978 | Manila    | Sand      | Yannick Noah   | 6:7, 0:6                |
| 2.  | 8. Januar 1979    | Auckland  | Hartplatz | Tim Wilkison   | 3:6, 6:4, 4:6, 6:2, 2:6 |
| 3.  | 4. März 1979      | Lagos (1) | Hartplatz | Hans Kary      | 4:6, 6:3, 2:6           |
| 4.  | 2. März 1980      | Lagos (2) | Hartplatz | Larry Stefanki | 7:5, 3:6, 0:6           |

### Doppel

#### Turniersiege
| Nr. | Datum          | Turnier  | Belag     | Partner     | Finalgegner             | Ergebnis |
| --- | -------------- | -------- | --------- | ----------- | ----------------------- | -------- |
| 1.  | 6. Januar 1980 | Auckland | Hartplatz | Rod Frawley | John Sadri Tim Wilkison | 6:2, 7:5 |

#### Finalteilnahmen
| Nr. | Datum            | Turnier  | Belag     | Partner          | Finalgegner                       | Ergebnis     |
| --- | ---------------- | -------- | --------- | ---------------- | --------------------------------- | ------------ |
| 1.  | 4. März 1979     | Lagos    | Hartplatz | Ismail El Shafei | Joel Bailey Bruce Kleege          | 4:6, 7:6, 3: |
| 2.  | 16. Oktober 1983 | Tel Aviv | Hartplatz | Peter Elter      | Colin Dowdeswell Zoltán Kuhárszky | 4:6, 5:7     |